# 水泳教室 〜冬でもスクール水着〜
『水泳教室 〜冬でもスクール水着〜』（すいえいきょうしつ ふゆでもすくーるみずぎ）は、Waffleから2004年3月26日に発売されたアダルトゲームである。
スクール水着を題材とする純愛物の本作は、題材と同じくする『優遇接待 〜孤島の楽園へようこそ〜』に寄せられた意見や要望を基に制作され、『優遇接待』に引き続き、ズームアップや水着が透ける機能の搭載や、スクール水着を主題とした販促活動などが実施された。

## あらすじ
文武両道の主人公・稲葉 刀夜には、泳げないという欠点があったにもかかわらず、彼は義妹の菜穂と来年の夏に海水浴に行く約束をしてしまう。彼は義妹とのを果たすべく、学園から離れたところにある霜村スイミングスクールに入会した。
最初は菜穂に隠れて通っていたが、菜穂に見つかってしまい、菜穂と二人でスイミングスクールに通うことになった。
ある日、修繕工事のためスイミングスクールが約2週間休館になることが決まり、経営者夫妻の娘で初心者クラスのインストラクター・琴音が主催する合宿に二人は参加することにした。
合宿初日の夜、刀夜は菜穂からの告白を受ける。

## 登場人物
稲葉 刀夜（いなば とうや）
本作の主人公。私立聖跡学園の2年生のクラスに在籍している。過去に経験した遊泳中のトラブルが原因で泳げなくなり、風呂以外の水辺に恐怖を感じている。
稲葉 菜穂 （いなば なほ）
声：長崎みなみ
刀夜の義妹。左右の目の色が異なることから、幼少期はいじめられていた。
家族（特に刀夜）に対しては素直に感情を示すことができる一方、他者に対する人見知りが激しい。そのため、両親から家を出ることをためらわれていたが、義兄と同居するという条件付きで聖跡学園に入学できた。
葉月 真央 （はづき まお）
声：カンザキカナリ
刀夜の同級生で、席替では毎回刀夜と席が隣同士になる。
全国大会に出場できるほどの水泳の腕前を持つ一方、勉強を苦手としており、刀夜に勉強を教えてもらう中で親しくなる。
遊びに関しては達者であり、クラス全員を率いるほどの行動力の高さを誇る。
霜村 琴音 （しもむら ことね）
声：一色ヒカル
私立聖跡学園の3年生。霜村スイミングスクールの経営者夫妻の娘で、自身もまた幼児・初心者クラスのインストラクターを務めている。真央を超えるほどの水泳の腕前を持ち、既にスポーツ推薦での進学が確定している。
両親が経営するスイミングスクールの初心者クラスに刀夜が入ったことを機に顔見知りとなり、自身が主催する合宿に刀夜が参加したことからさらに親しくなる。
占いを趣味としており、自らの運勢を占うこともある。

## 開発
本作は、『優遇接待 〜孤島の楽園へようこそ〜』に対し、ユーザーから「凌辱ばかりで純愛がない」という指摘が相次いだことをきっかけに開発された。この指摘を受け、Waffleでは、スクール水着を題材とした純愛物として『優遇接待』の続編を作るという計画が立てられたが、人が集まらなかったため、まずは短編作品を作るということになり、最終的に本作の企画へと発展した。
菜穂はスクール水着の魅力を最大限に引き出すため、細心の注意を払って体型がデザインされた。一方、琴音はユーザーの要望をもとに、巨乳キャラクターとして作られた。
真央は「夏の少女」というイメージをもとに制作されたキャラクターであり、褐色の肌や日焼け跡といったモチーフが取り入れられた。

### 広報
『優遇接待』同様、本作でも水着を着たコンパニオンによる販促が行われ、Waffleがコミックマーケット65の企業ブースに出展した際も、スクール水着にサンタクロースの衣装をまとったコンパニオンが登場した。
また、『優遇接待』に引き続き、通販特典としてスクール水着を着せた抱き枕の配布も実施された。

## スタッフ
- プロデューサー ：ウシ太郎
- 原画：さくやついたち
- シナリオ：仁村紳志
- 音楽：Angel Note

## 反響

### 評価
カズオはGame-Styleに寄せた記事の中で、「ライトな純愛物かと思ったら、トラウマや兄と妹の愛などの深い要素が感じられ、すべてにおいて私の好みを押さえていた」と評価した。

### 他作品への影響
本作でスクール水着を着た巨乳キャラクターの人気が出たことを受け、『優遇接待』のリニューアル版『優遇接待#』にも巨乳のキャラクターを出すことが決まった。